# Onsplitsbare wilsverklaring
De onsplitsbare wilsverklaring is een term uit de rechtspraak bij de interpretatie van wettelijke bepalingen. 

## Inhoud
Met de onsplitsbare wilsverklaring wordt bedoeld dat het wetgevende orgaan bij de vaststelling van een bepaling slechts één wil kan hebben uitgedrukt. Wanneer zij bedoeld heeft iets in bepaalde gevallen wel te verbieden en in andere gevallen niet, dan had zij een splitsbare wilsverklaring moeten vaststellen waarin voor verschillende gevallen verschillende bepalingen gelden. Een onsplitsbare bepaling echter kan niet gesplitst worden in een gedeelte dat wel gelding heeft, terwijl een ander gedeelte geen gelding kan hebben. Dit heeft de consequentie dat een bepaling die bijvoorbeeld door strijdigheid met een hogere regeling deels onverbindend is, in zijn geheel als onverbindend moet worden beschouwd.

## Toepassing
De leer van de onsplitsbare wilsverklaring wordt soms toegepast bij de beoordeling van provinciale en gemeentelijke wetgeving. Zo werd in het arrest Wilnisser visser (1922) bepaald dat een algemeen verbod om op zondag te vissen te ruim is, omdat het niet alleen het vissen op voor het publiek zichtbare plaatsen verbood, maar eveneens het vissen op plaatsen waar het niemand zou kunnen storen. Omdat de bepaling op het laatste punt de bevoegdheden van de gemeente oversteeg en dus voor een deel onverbindend was, werd de gehele bepaling onverbindend verklaard. De Hoge Raad der Nederlanden beschouwde de wilsverklaring van de gemeenteraad in deze immers als onsplitsbaar. 
De leer van de onsplitsbare wilsverklaring wordt niet altijd toegepast. Soms hebben rechters wel toegelaten dat een bepaling, die op bepaalde delen door hogere regeling onverbindend is, op andere gebieden toch zijn gelding behoudt.